# Сун Юйци (певица)
Сун Юйци́ (кит. 宋雨琦, пиньинь Sòng Yǔqí, палл. Сун Юйци, кор. 송우기, англ. Song Yu Qi, встречаются ошибочные написания Сон Юци, Сон Юки; род. 23 сентября 1999, Пекин) — китайская певица, автор песен и танцовщица. Является участницей южнокорейской гёрл-группы I-dle
Она была одной из участниц актёрского состава китайского шоу «Поспеши, брат» в 2019 и 2021 годах, а также главной ведущей реалити-шоу KakaoTV «Узнай способ» (2020—2021).

## Биография

### Ранняя жизнь
Сун Юйци родилась 23 сентября 1999 года в Пекине (Китай). Училась в Пекинской средней школе № 101.
В 2015 году Сун Юйци приняла участие в прослушивании Cube Star World Beijing Station, исполняя песни CLC, «High Heels» и G.E.M «Bubble», она прошла прослушивание и стала стажёром Cube Entertainment.
В июне 2017 года участвовала в рекламном видео для Rising Star Cosmetics вместе с Минни и Шухуа, будущими членами (G)I-DLE.

### 2018—2020: Дебют в (G)I-DLE

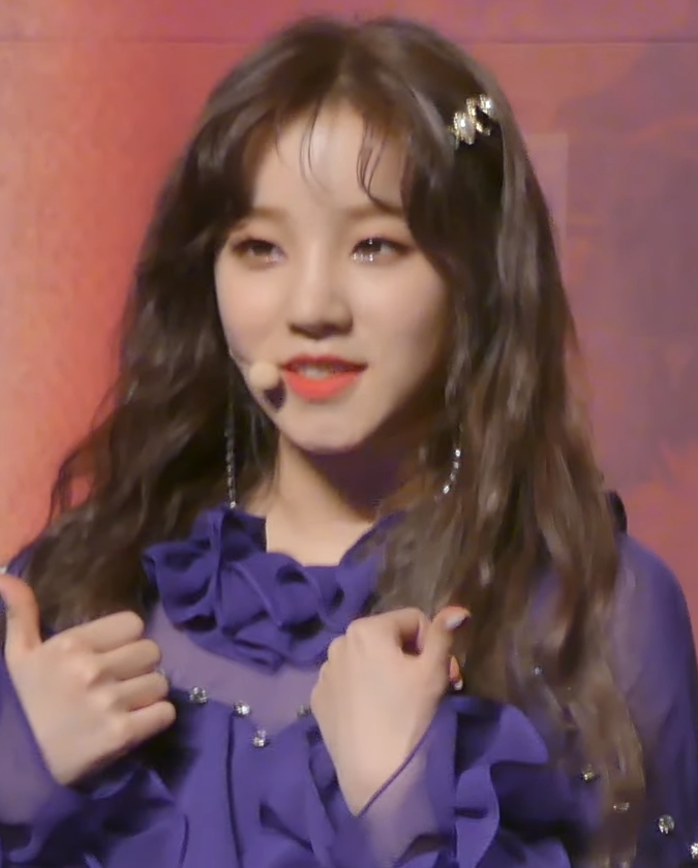
Юйци в феврале 2019 года

8 апреля 2018 года Юйци была объявлена ещё одной участницей новой гёрл-группы от Cube Entertainment, (G)I-DLE. Она дебютировала с группой 2 мая 2018 года в качестве ведущей вокалистки и главной танцовщицы с их ведущим синглом под названием «Latata» с дебютного мини-альбома, I Am.
В 2019 году Юйци стала участницей седьмого сезона китайского телешоу Keep Running вместе с Лукасом из WayV и актёрами Анджелабейби, Ли Чэном и Чжэн Каем.
В апреле Юйци снялась в новом шоу The Gashinas. Пилотный эпизод вышел в эфир 19 мая. В июне Юйци стала частью актёрского состава «Закон джунглей в Мьянме».
В мае 2020 года Юйци приняла участие в качестве соавтора песен и композитора с песней «I’m the Trend». 29 мая песня была выбрана в качестве первого выступления вместе с Экси и Ёрым из WJSN от 1theK Originals. Цель шоу — построить новую дружбу, делясь различными играми, миссиями и викторинами с участницами группы, которые часто встречались в различных музыкальных передачах, но не имели возможности сблизиться друг с другом.
Для первого синглового-альбома (G)I-GLE Юйци написала китайский текст песни Dumdi Dumdi. 17 сентября KakaoTV запустили оригинальную развлекательную программу Learn Way, которая отражает процесс перерождения в универсала, встречаясь с опытными наставниками в различных областях с Юйци в качестве ведущего. Шоу вышло в эфир 20 сентября. В октябре Юйци появилась в шоу «Я выживший», в котором Пак Ын Ха выступает в качестве инструктора и 6 артистов, которые пройдут проект по обучению выживанию. 9 ноября было объявлено, что Сун примет участие в G-Star 2020 с Krafton, реалити-шоу по киберспорту, в котором знаменитости и стримеры поступили в специальную школу.
22 ноября Юйци появилась в Play Seoul, программе, подготовленной Сеульским фондом туризма и KBS, где влиятельные звезды K-stars могут поделиться с мировыми поклонниками своим опытом в Сеуле в режиме реального времени. Шоу направлено на продвижение безопасного туризма из-за пандемии COVID-19 в Сеуле. Юйци познакомилась с модными аллеями в Сеуле, посетив Эуджиро и Итевон для их кафе и ресторанов. 30 ноября Юйци также появится в Seoul Connects U, разнообразном туристическом шоу, совместно спланированном и спродюсированном MBC и Сеульским фондом туризма. Программа покажет путешествие во времени в одном и том же пространстве и в разное время для глобальных поклонников, связав прошлое и настоящее Сеула с помощью фотографий звезд и поклонников в режиме реального времени.

### 2021: Сольный дебют
6 мая 2021 года Cube Entertainment объявили, что Юйци дебютирует в качестве сольного исполнителя с сингловым альбомом A Page 13 мая, который включает в себя ведущие синглы «Giant» и «Bonnie & Clyde».

### 2024: Начало сольной карьеры, первый мини-альбом — «Yuq1»
18 апреля на официальном YouTube-канале I-dle вышел первый тизер к заглавной соло песне «Freak». Следом через 3 дня вышел второй тизер к музыкальному видео Юйци. Там и было объявлено, что мини-альбом «YUQ1» выйдет 23 апреля. 23 апреля на вышло музыкальное видео к синглу. За три месяца музыкальное видео собрало более 26 миллионов просмотров. Альбом «Yuq1» был объявлен официальным началом сольной карьеры Юйци.
Её мини-альбом был продан в общей сложности 500000 копиями за первую неделю своего выпуска.

## В медиа
После появления на различных южнокорейских развлекательных шоу, таких как KBS2 Happy Together 3, JTBC Knowing Bros, MBC Every 1 Korean Foreigners и SBS Running Man. Она также выступала в качестве специального MC на шоу SBS MTV The Show и вела свое собственное шоу Learn Way. Несмотря на то, что она была иностранкой, её хвалили за её чувство юмора и способность свободно говорить по-корейски, командовать предложениями и словарным запасом, а также использовать слова, которые знают только корейцы. Корейские СМИ цитировали её «чувство развлечения класса Ю Чжэ Сок» и называли её «выдающимися корейскими навыками, которые отличаются от тех, которые есть у других групп айдолов».

## Дискография

### Сингл-альбом     Мини-альбом
A Page (2021)              YUQ1 (2024)

## Фильмография

### Телевизионные шоу
| Год      | Название                | Телеканал | Роль             | Примечания                          | Ссылка       |
| -------- | ----------------------- | --------- | ---------------- | ----------------------------------- | ------------ |
| 2019-н.в | Беги, брат!             | ZRTG      | Актёрский состав |                                     | [ 14 ]       |
| 2019     | The Gashinas            | MBC       | Актёрский состав |                                     | [ 15 ]       |
| 2019     | Закон джунглей в Мьянме | SBS       | Актёрский состав |                                     | [ 9 ] [ 10 ] |
| 2020     | I’m a Survivor          | tvN       | Актёрский состав |                                     | [ 16 ]       |
| 2020     | Певец в маске           | MBC       | Участница        | Как «Пицца с ананасом» (279 эпизод) | [ 17 ]       |
| 2020     | Play Seoul              | KBS       | Гид              | Тур по хип-стриит                   | [ 18 ]       |
| 2020     | Seoul Connects U        | MBC       | Гид              |                                     | [ 19 ]       |
| 2021     | Stage Boom              | iQiyi     | Участница        |                                     |              |